# Mehrlenkerachse

Fünflenkerachse. Ansicht von hinten

Die Mehrlenkerachse, Raumlenkerachse oder auch Multilink-Achse ist eine Bauart der Einzelradaufhängung an Automobilen, bei der jedes der beiden Räder einer Achse mit Hilfe von vier oder fünf Lenkern geführt wird. „Mit fünf Stablenkern ist die aufwändigste Form einer Einzelradaufhängung erreicht, ...“ Die fünf Lenker bieten den größten Gestaltungsspielraum („kinematisches Potential“) für die gezielte Auslegung von Kinematik und Elastokinematik.
Hinter dem Begriff verbirgt sich eine Fülle von möglichen oder tatsächlich ausgeführten Konstruktionen. Erschwert wird der Überblick durch herstellerspezifische Bezeichnungen.

## Fünflenkerachse
Bei der Fünflenkerachse sind alle Lenker einfache Stablenker mit je zwei Gelenken. In der Grundform sind alle Lenker zwischen Karosserie (meistens mit gesondertem Hilfsrahmen) und Radträger mit je zwei als Kugelgelenken wirkenden Gummilagern angeschlossen. Jeder dieser fünf Lenker nimmt dem Radträger einen der sechs Freiheitsgrade, sodass nur das Ein- bzw. Ausfedern  möglich bleibt.
Die erste Fünflenker-Hinterachse wurde bei Mercedes-Benz von Manfred von der Ohe entwickelt, zunächst im Mercedes-Benz C111 erprobt und 1982 mit dem Namen Raumlenkerachse im Mercedes-Benz W 201 auf den Markt gebracht. Im Vergleich zu den zu dieser Zeit vorwiegend verwendeten Schräglenkerachsen konnten fahrdynamische Eigenschaften und Abrollkomfort deutlich verbessert werden. Durch Variation der Lenkergeometrie und der Lagersteifigkeiten kann die Fünflenkerachse an sehr unterschiedliche Anforderungen angepasst werden.
Bei gelenkten Rädern ist der Radträger über Kugelgelenke angeschlossen, die eine höhere Winkelbeweglichkeit haben als Gummibuchsen. Die Fünflenker-Achse als Vorderachse ist wegen des Radeinschlags in der Auslegung eingeschränkt. Bei Audi-Modellen und im VW Passat B5 wurde sie dennoch realisiert und wird dort als „Vierlenkerachse“ bezeichnet. Die Zählweise rechnet aber die Spurstange nicht zu den Lenkern.

## Integrallenkerachse
Wird der fünfte Lenker als Koppellenker zwischen einem oberen und einem unteren Lenker ausgeführt, so entsteht die Integrallenkerachse, die bei BMW im 5er und 7er als Hinterachse eingesetzt wird. Durch die Verbindung der beiden Lenker wird das elastische Aufziehen der Achse beim Bremsen verringert.

## Vierlenker-Achse

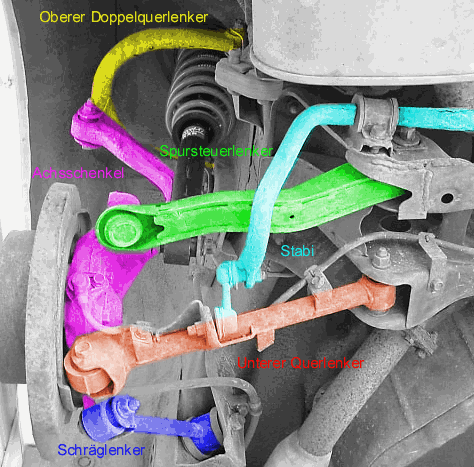
Vierlenker-Hinterachse eines Mitsubishi Galant EA0 mit drei Stab- und einem Dreiecksquerlenker.
Radträger
Stablenker
Stablenker
Stablenker
Dreieckslenker
(rund um Feder führend)
Stabilisator

Die beiden oberen Lenker einer Fünflenkerradaufhängung können wie in Bild gezeigt zu einem Dreiecksquerlenker zusammengefasst werden. Die Anordnung der unteren Lenker vermeidet trotz komfortabler Lenkerlager unerwünschte Spurwinkeländerungen bei Längskräften. Diese Bauart kann mit anderer Geometrie auch als Vorderradaufhängung verwendet werden. Ein Lenker dient dann als Spurstange. Die unteren Querlenker ermöglichen eine virtuelle Spreizachse. Sie bietet auch bei begrenztem Bauraum die Voraussetzung für die Auslegung von Lenkrollradius und Stoßradius.

## Trapezlenkerachse
Bei dieser Konstruktion (Werksbezeichnung), wie etwa im BMW E31 (1989–1999), oder im Audi Q5 8R (2008–2017) ist der untere Lenker trapezförmig ausgebildet und mit dem Radträger über einen Hilfslenker verbunden. Der Trapezlenker nimmt dadurch u. a. Momente um die Radachse auf und verringert die Verdrehung des Radträgers beim Bremsen. In der oberen Lenkerebene ist daher ein Stablenker ausreichend. Die Spuränderung beim Federn wird durch einen hinteren Querlenker (Stablenker) kontrolliert.
Diese Konstruktion unterscheidet sich von der als „Weissach-Achse“ bezeichneten im Porsche 928 verwendeten Hinterachse, bestehend aus einem unteren Trapezlenker und einem oberen Querlenker (Stablenker) zwischen Aufbau und Radträger.

## Schwertlenkerachse
Der Radträger ist über einen biegeweichen und torsionsweichen Ausleger (Schwertlenker) mit Kugelgelenk (Gummilager) in Längsrichtung am Wagenkörper abgestützt und wird von drei Stablenkern seitlich geführt. Diese Entwicklung mit der Werksbezeichnung Schwertlenkerachse wird beim Ford Focus an der Hinterachse eingesetzt.

## Dämpferbeinachse
Als Vorderachse wird die Kombination eines radführenden Dämpferbeins mit einem aufgelösten unteren Dreieckslenker bei BMW und Mercedes verwendet. Die Spurstange ist der dritte Stablenker. Die Kolbenstange des Dämpfers ist ein Drehschublenker. Durch die beiden getrennten Stäbe des aufgelösten Dreieckslenkers wird eine größere Spreizung und ein kleinerer Lenkrollradius erzielt. Das gleiche Prinzip gibt es mit anderer Lenkeranordnung auch als Hinterachse, zum Beispiel die Camuffo-Hinterachse.